# Paradoks kłamcy
Paradoks kłamcy zwany także paradoksem Eubulidesa lub antynomią kłamcy, mówi o niemożliwości zdefiniowania pojęcia prawdy w obrębie języka, do którego to pojęcie się odnosi.
Paradoks (pozbawiony historycznych kontekstów) brzmi następująco:
Pewien człowiek twierdzi: „ja teraz kłamię”. Jeśli zadamy sobie pytanie, czy jest on kłamcą czy też twierdzi prawdę dojdziemy niechybnie do sprzeczności. Jeśli kłamie, to stwierdzając „ja teraz kłamię” wypowiada prawdę, a więc nie jest kłamcą. Jeśli natomiast twierdzi prawdę, to znaczy, że kłamie, bo to oznacza wypowiadane przez niego zdanie.
Należy rozróżnić kłamstwo od fałszu (jednego ze stanów logicznych). Fałsz to brak prawdy (obiektywnej). Natomiast kłamstwo to zdanie intencjonalnie niezgodne z przekonaniami osoby je wypowiadającej – kłamstwo zatem jest przedmiotem zainteresowania pragmatyki. W powyższym przykładzie pojęcie „kłamać” użyte jest w znaczeniu „mówić nieprawdę”. Zdanie skonstruowane tak, że nie można z niego wywnioskować żadnej prawdy (obiektywnej), jest w oczywisty sposób fałszywe.
Źródłem paradoksu jest więc fakt, że kłamca usiłuje wypowiedzieć zdanie na temat języka, w którym to zdanie wypowiada. Podobna przyczyna stoi m.in. za sprzecznością paradoksu klas samozwrotnych, paradoksu Berry’ego oraz paradoksu Russella.
Paradoks ten można uznać za wyjściowy dla całej grupy paradoksów, jak chociażby dla „paradoksu kartki”. Polega on na napisaniu na jednej stronie kartki zdania: „Zdanie na przeciwnej stronie kartki jest prawdziwe”, natomiast na odwrocie: „Zdanie na przeciwnej stronie kartki jest fałszywe”, lub: 
"Poniższe zdanie jest fałszywe”;
"Powyższe zdanie jest prawdziwe”.
Próbując rozstrzygnąć prawdziwość tych zdań, dojdziemy do podobnych sprzeczności, jak w paradoksie kłamcy.
Paradoks kłamcy obejść próbowali m.in. Bertrand Russell poprzez swoją teorię typów oraz Alfred Tarski w swoich rozważaniach nad semantyką, czego efektem było stworzenie nowej definicji prawdy. 
Antynomia w zdaniach jest wynikiem stosowania „ubogiej” logiki, czy też używanego języka – jak to zauważyli pozytywiści logiczni. Paradoks powstaje, gdyż tworzące go zdanie orzeka o sobie samym. Sposobem uniknięcia tego rodzaju paradoksów w logice jest rozróżnianie języka i metajęzyka, służącego do opisu tego pierwszego języka. 
W matematyce, gdzie logika formalna pełni kluczową rolę, problemy intuicyjnie sprzecznych lub niepewnych twierdzeń były badane przez wielu naukowców. Problem takich zdań pełniących rolę twierdzeń ostatecznie rozstrzygnął Kurt Gödel. W roku 1931 opublikował pracę, w której wykazał, że w aksjomatycznej niesprzecznej teorii matematycznej, zawierającej pojęcie liczb naturalnych, da się sformułować takie zdanie, którego w ramach tej teorii nie da się ani udowodnić, ani obalić, czyli to przykładowe zadanie jest niewykonalne. 
Z tego z kolei wynika też dużo bardziej ogólny wniosek, że matematyka nie jest i nie może być nauką zamkniętą i zakończoną. 